# 朱卫东
朱卫东（1966年5月—），安徽六安人，享受国务院政府特殊津贴专家，现任中国社会科学院台湾研究所所长。

## 生平
1986年本科毕业于安徽师范大学政治系，1989年于中国人民大学获法学硕士学位，同年进入中国社会科学院台湾研究所工作。历任中国社会科学院台湾研究所综合研究室副主任、政治研究室主任、所长助理、研究员、副所长等职务。2023年8月，任中国社会科学院台湾研究所所长。
长期从事台湾问题研究，兼任国务院台办海峡两岸关系研究中心特约研究员、全国台湾研究会理事、中国战略文化促进会常务理事、北京台港澳促进会常务理事。